# Zegani (Sujumi)
Zegani (en georgiano: ზეგანი) o Jabiuku (en abjasio: Ҳабҩықә) es una aldea que pertenece a la parcialmente reconocida República de Abjasia, parte del distrito de Sujumi, aunque de iure pertenece al municipio de Sojumi de la República Autónoma de Abjasia de Georgia.

## Toponimia
Hasta 1948, su nombre oficial era Jabiuk (en georgiano: ხაბიუკი) y es el nombre que usan las de facto autoridades abjasias.

## Geografía
Zegani se encuentra en las estribaciones de las montañas de Abjasia, a 12 km de Sujumi. La aldea se administra desde el pueblo de Guma.   

## Demografía
La evolución demográfica de Zegani entre 1959 y 1989 fue la siguiente:
| 36                                                  | 11 |
| (Fuente: Population of Abkhazia since Soviet times) |    |

Antes de la guerra de Abjasia, la mayoría de la población local eran armenios y georgianos.